# Elecciones subnacionales de Bolivia de 2021
Las elecciones subnacionales de Bolivia de 2021, también conocidas como elecciones departamentales, regionales y municipales de Bolivia de 2021, se realizaron el 7 de marzo para elegir a los gobernadores y asambleístas departamentales de los 9 departamentos; vicegobernadores de los departamentos de Santa Cruz, Beni y Pando, subgobernadores y corregidores del Beni.  También se eligió alcaldes y concejales municipales de los 338 municipios; y un Ejecutivo Regional y asambleístas regionales de la Región del Gran Chaco. 
El cómputo concluyó el 25 de abril al culminar el conteo oficial en la gobernación de La Paz donde se repitió las últimas 4 actas y que concluyó al 100% de los votos. Las autoridades electas asumieron funciones el 3 de mayo.

## Antecedentes
Las protestas en Bolivia iniciadas a mediados de octubre de 2019 derivadas por la repostulación de Evo Morales a un nuevo mandato aunado tras el fallo favorable del Tribunal Supremo, luego de un referéndum constitucional sobre la reelección del presidente, cuyo resultado había sido negativo. Todo esto generó a las movilizaciones iniciadas tras la difusión de los resultados del recuento rápido de actas unas horas después de la celebración de las elecciones generales, en las que se situaba al presidente Morales cerca de ganar la reelección en la primera vuelta.
El 10 de noviembre de 2019, el entonces presidente de Bolivia Evo Morales renunció a su cargo en medio de una crisis política, y posterior estallido social en Bolivia, así como acusaciones de fraude en las elecciones generales de Bolivia en octubre de 2019.
El  gobierno de Jeanine Áñez aseguró que las elecciones se realizarían, pero sin una fecha definida, así mismo anunciaron que en dichos comicios, no podría participar el expresidente Morales.
Salvador Romero Ballivián, quien fue designado vocal del Tribunal Supremo Electoral (TSE) por la presidenta transitoria Jeanine Áñez, afirmó que se debía abrir un debate nacional para que el país defina la conveniencia o no de unir en una sola las elecciones generales con los comicios subnacionales.
Según la ley de convocatoria para nuevas elecciones nacionales, el TSE tendrá 120 días para llevar a cabo el proceso. Por tanto, según algunos expertos, los comicios se realizarían entre abril o mayo y la posesión presidencial en junio. Esos plazos se cruzarían con la otra elección.

## Preparativos
El 21 de diciembre de 2019 la Cámara de Diputados aprobó el proyecto de ley de convocatoria a elecciones subnacionales que, entre otros aspectos, impide postularse en el mismo cargo a las autoridades electas por dos gestiones consecutivas. También fija 48 horas de plazo para convocar a las justas, una vez posesionado el nuevo gobierno.
Dicho proyecto de Ley de Régimen Excepcional y Transitorio para la Convocatoria y la Realización de Elecciones Sub Nacionales fija plazos para la convocatoria y realización de las elecciones subnacionales previstas para 2020.
Sin embargo, tras llevarse a cabo las elecciones generales el 18 de octubre, el presidente del Tribunal Supremo Electoral (TSE), Salvador Romero, declaró que la convocatoria a las nuevas elecciones subnacionales para elegir gobernadores y alcaldes se llevarían a cabo en un plazo máximo de 48 horas después de la asunción de las nuevas autoridades de los Órganos Legislativo y Ejecutivo, previstas para el 8 de noviembre, con lo que también afirmó que para cumplir la misma convocatoria, el nuevo proceso electoral se llevaría a cabo en 120 días, completándose presuntamente para marzo de 2021.

## Sistema electoral
En el ámbito departamental, los gobernadores son elegidos por circunscripción departamental. En el caso de que ningún candidato para la gobernación alcance más del 50 % de los votos válidamente emitidos; o un mínimo del 40 %, con una diferencia del 10 % frente a la segunda candidatura más votada se realizará una segunda vuelta electoral. En los departamentos de Pando, Santa Cruz y Tarija, se elige a un vicegobernador, mientras que en el departamento del Beni, se elige a 8 subgobernadores. En el departamento de Tarija, existe el caso especial, de la elección de ejecutivos regionales en la provincia del Gran Chaco.
Para las Asambleas Departamentales se elegirán según circunscripción departamental uninominal, plurinominal y especial, variando su composición en cada departamento. Se emplea el sistema proporcional.
Para el caso de la Asamblea Regional se elegirán según circunscripción departamental uninominal, plurinominal y especial.
En cada departamento se asignan escaños plurinominales a través del sistema proporcional. En cada circunscripción uninominal se elegirá por simple mayoría de sufragio, en caso de empate se realizará una segunda ronda. En los escaños especiales

## Resultados
El Movimiento al Socialismo logró ganar tres gobernaciones en la primera vuelta y obtuvo 240 alcaldías.
| Autoridades                              | Chuquisaca | La Paz | Santa Cruz | Cochabamba | Tarija | Potosí | Oruro | Beni | Pando | Total |
| ---------------------------------------- | ---------- | ------ | ---------- | ---------- | ------ | ------ | ----- | ---- | ----- | ----- |
| Gobernador                               | 1          | 1      | 1          | 1          | 1      | 1      | 1     | 1    | 1     | 9     |
| Vicegobernador                           | n/a        | n/a    | 1          | n/a        | 1      | n/a    | n/a   | n/a  | 1     | 3     |
| Subgobernador                            | n/a        | n/a    | n/a        | n/a        | n/a    | n/a    | n/a   | 8    | n/a   | 8     |
| Corregidores                             | n/a        | n/a    | n/a        | n/a        | n/a    | n/a    | n/a   | 19   | n/a   | 8     |
| Asambleista departamental por territorio | 10         | 20     | 15         | 16         | 12     | 16     | 16    | 24   | 15    | 144   |
| Asambleista departamental por población  | 9          | 20     | 8          | 16         | 15     | 16     | 16    | n/a  | 3     | 103   |
| Asambleista departamental IOC            | 2          | 5      | 5          | 2          | 3      | n/a    | 1     | 4    | 3     | 25    |

| Autoridades                         | Tarija | Total |
| ----------------------------------- | ------ | ----- |
| Ejecutivo                           | 1      | 1     |
| Ejecutivo de desarrollo             | 2      | 2     |
| Asambleista regional por territorio | 6      | 6     |
| Asambleista regional por población  | 3      | 3     |
| Asambleista regional IOC            | 3      | 3     |

| Autoridades | Chuquisaca | La Paz | Santa Cruz | Cochabamba | Tarija | Potosí | Oruro | Beni | Pando | Total |
| ----------- | ---------- | ------ | ---------- | ---------- | ------ | ------ | ----- | ---- | ----- | ----- |
| Alcaldes    | 29         | 87     | 54         | 47         | 11     | 41     | 33    | 19   | 15    | 336   |
| Concejales  | 165        | 497    | 346        | 301        | 79     | 245    | 177   | 117  | 81    | 2008  |

## Organización y cronograma electoral
| Año  | Fecha             | Evento |
| ---- | ----------------- | --- |
| 2020 | 10 de noviembre   | Lanzamiento de la convocatoria a elecciones subnacionales                                                                    |
| 2020 | 3 de diciembre    | Inicio de empadronamiento biometrico de nuevos ciudadanos electores                                                          |
| 2020 | 7 de diciembre    | Inicio de campaña electoral                                                                                                  |
| 2020 | 17 de diciembre   | Cierre de empadronamiento biometrico de nuevos ciudadanos electores                                                          |
| 2020 | 24 de diciembre   | Presentación de alianzas políticas                                                                                           |
| 2020 | 28 de diciembre   | Inscripción de candidatos y presentación de partidos políticos                                                               |
| 2021 | 7 de enero        | Sorteo de franjas en la papeleta electoral                                                                                   |
| 2021 | 5 de febrero      | Sorteo de jurados electorales                                                                                                |
| 2021 | 3 de marzo        | Cierre de campaña electoral                                                                                                  |
| 2021 | 7 de marzo        | Elecciones subnacionales de Bolivia de 2021                                                                                  |
| 2021 | 7 de marzo        | Difusión de resultados |
| 2021 | 7 al 14 de marzo  | Cómputo y proclamación de resultados                                                                                         |
| 2021 | 15 al 20 marzo    | Publicación de resultados oficiales                                                                                          |
| 2021 | 22 al 30 de marzo | En caso de no existir segunda vuelta departamental, entrega de credenciales a las autoridades electas                        |
| 2021 | 30 al 31 de marzo | En caso de no existir segunda vuelta departamental, posesión de autoridades electas                                          |
| 2021 | 11 de abril       | En caso de no haber un ganador en primera vuelta en las elecciones a gobernadores por departamento, segunda vuelta electoral |
| 2021 | 30 de abril       | En caso de desarrollo de segunda vuelta, entrega de credenciales a las autoridades electas                                   |
| 2021 | 3 al 5 de mayo    | En caso de desarrollo de segunda vuelta, posesión de autoridades electas                                                     |

## Partidos y alianzas

### Partidos y alianzas de alcance nacional
| Candidatura | Candidatura | Partidos políticos y alianzas (en cursiva)                                                 | Participación                          | Participación                      | Participación                          | Participación                          | Participación                      | Participación | Participación                     | Participación                     | Participación                     |
| Candidatura | Candidatura | Partidos políticos y alianzas (en cursiva)                                                 | Bandera del Departamento de Chuquisaca | Bandera del Departamento de La Paz | Bandera del Departamento de Santa Cruz | Bandera del Departamento de Cochabamba | Bandera del Departamento de Tarija |               | Bandera del Departamento de Oruro | Bandera del Departamento del Beni | Bandera del Departamento de Pando |
| ----------- | ----------- | ------------------------------------------------------------------------------------------ | -------------------------------------- | ---------------------------------- | -------------------------------------- | -------------------------------------- | ---------------------------------- | ------------- | --------------------------------- | --------------------------------- | --------------------------------- |
|             |             | Acción Democrática Nacionalista (ADN)                                                      |                                        |                                    |                                        |                                        |                                    |               |                                   |                                   |                                   |
|             |             | Comunidad Ciudadana (CC)                                                                   |                                        |                                    |                                        |                                        |                                    |               |                                   |                                   |                                   |
|             |             | Creemos                                                                                    |                                        |                                    |                                        |                                        |                                    |               |                                   |                                   |                                   |
|             |             | Frente Para la Victoria (FPV)                                                              |                                        |                                    |                                        |                                        |                                    |               |                                   |                                   |                                   |
|             |             | Frente Revolucionario de Izquierda (FRI)                                                   |                                        |                                    |                                        |                                        |                                    |               |                                   |                                   |                                   |
|             |             | Movimiento al Socialismo - Instrumento Político por la Soberanía de los Pueblos (MAS-IPSP) |                                        |                                    |                                        |                                        |                                    |               |                                   |                                   |                                   |
|             |             | Movimiento Demócrata Social (MDS)                                                          |                                        |                                    |                                        |                                        |                                    |               |                                   |                                   |                                   |
|             |             | Movimiento Nacionalista Revolucionario (MNR)                                               |                                        |                                    |                                        |                                        |                                    |               |                                   |                                   |                                   |
|             |             | Movimiento Tercer Sistema(MTS)                                                             |                                        |                                    |                                        |                                        |                                    |               |                                   |                                   |                                   |
|             |             | Partido de Acción Nacional Boliviano (PAN-BOL)                                             |                                        |                                    |                                        |                                        |                                    |               |                                   |                                   |                                   |
|             |             | Partido Demócrata Cristiano (PDC)                                                          |                                        |                                    |                                        |                                        |                                    |               |                                   |                                   |                                   |
|             |             | Unidad Cívica Solidaridad (UCS)                                                            |                                        |                                    |                                        |                                        |                                    |               |                                   |                                   |                                   |
|             |             | Unidad Nacional (UN)                                                                       |                                        |                                    |                                        |                                        |                                    |               |                                   |                                   |                                   |

### Partidos, agrupaciones ciudadanas e indígenas, alianzas, y organizaciones de alcance departamental
| La Paz | La Paz                                    | La Paz                                                                        | La Paz           |
| ------ | ----------------------------------------- | ----------------------------------------------------------------------------- | ---------------- |
|        |                                           | Juntos Al Llamado de Los Pueblos                                              | J.A.LLA.LLA.L.P. |
|        | (Logo) For the Common Good — Somos Pueblo | Por el Bien Común Somos Pueblo                                                | PBC.SP           |
|        |                                           | Seguridad, Orden y Libertad                                                   | SOL.bo           |
|        |                                           | Tayka Marka Achiri Axawiri Markanakas Layku                                   |                  |
|        |                                           | Fuerza de Trabajo para el Desarrollo de Mecapaca                              |                  |
|        |                                           | Conciencia del Pueblo                                                         | CON.PUEBLO       |
|        |                                           | Asociación Departamental de Productores de Coca                               | ADEPCOCA         |
|        |                                           | Alianza Social Patriótica                                                     | A.S.P.           |
|        |                                           | Cambio 2000                                                                   |                  |
|        |                                           | Cabildo de Mallkus Originarios San Andres de Machaca                          | CAO.SAM.         |
|        |                                           | Concejo de Ayllus Taraku Marca                                                | Taraqu Marka     |
|        |                                           | Conciencia y Unidad de Marcas Indígenas                                       | C.U.M.I.         |
|        |                                           | Instrumento de Desarrollo Estratégico Aymaras en Acción                       | I.D.E.A.         |
|        |                                           | Levantamiento de Unidad Social 1.º de Septiembre                              | L.U.S-1.S.       |
|        |                                           | Marka de Ayllus Comunidades Originarias de Jesus de Machaca                   | MA.COJ.MA        |
|        |                                           | Tayka Marca Achiri-Axwiri                                                     |                  |
|        |                                           | Maya Copacabana                                                               | MAYA             |
|        |                                           | Movimiento Ciudadano del Pueblo – Nueva Generación                            | M.C.P.-N.G.      |
|        |                                           | Movimiento de Integración y Alianza Social Única de Trabajadores de la Asunta | MIASUNTA         |
|        |                                           | Mirando el Desarrollo de Luribay                                              | MI.DE.LUR.       |
|        |                                           | Movimiento Katarista Poder Comunal                                            | M.K.P.C.         |
|        |                                           | Movimiento por la Soberanía                                                   | M.P.S.           |
|        |                                           | Movimiento Tierra y Libertad                                                  | M.T.L.           |
|        |                                           | Movimiento Yungas Productivo                                                  | M.Y.P.           |
|        |                                           | Nueva Opción Social                                                           | N.O.S.           |
|        |                                           | Proyecto Alternativo de Cambio Hacia un Amanecer                              | P.A.C.H.A.       |
|        |                                           | Poder de los Pueblos Originarios                                              | PODER-O          |
|        |                                           | Por Un Municipio Alternativo                                                  | P.U.M.A.         |
|        |                                           | Suma Escoma                                                                   |                  |
|        |                                           | Integración Por Nuestra Tierra                                                |                  |
|        |                                           | Taquini Sartasiñani                                                           |                  |
|        |                                           | Unidad Vecinal Agraria                                                        | U.V.A.           |
|        |                                           | Venceremos                                                                    |                  |

| Chuquisaca | Chuquisaca | Chuquisaca                                                  | Chuquisaca |
| ---------- | ---------- | ----------------------------------------------------------- | ---------- |
|            |            | República 2025                                              | R-2025     |
|            |            | Unidos por la Nueva Chuquisaca                              | UNIDOS     |
|            |            | Capitanía Zona Macharetí                                    |            |
|            |            | Bolivia Somos Todos - Chuquisaca                            | B.S.T      |
|            |            | Chuquisaca Somos Todos                                      | C.S.T      |
|            |            | Asociación de Comunidades Originarias e Indígenas de Poroma | ASOCOIN    |
|            |            | Libertad y Democracia Renovadora                            | LIDER      |
|            |            | Movimiento de Integración Mojocoyana                        | M.I.M      |
|            |            | Movimiento Multicultural Productivo                         | M.M.P      |
|            |            | Pacto de Integración Social                                 | P.A.I.S    |
|            |            | Sociedad Organizada con Mayor Honestidad y Solidaridad      | SOMHOS     |
|            |            | Todos Por Camargo                                           |            |
|            |            | Unidos Para Renovar – Camargo                               | UNIR       |
|            |            | Unidos Para Renovar – Huacareta                             | UNIR       |
|            |            | Unidos Para Renovar – Villa Vaca Guzmán                     | UNIR       |

| Cochabamba | Cochabamba | Cochabamba                             | Cochabamba | Cochabamba | Cochabamba |
| ---------- | ---------- | -------------------------------------- | ---------- | --- | --- |
|            |            | Agrupación de Renovación Independiente | A.R.I.     | — | San Benito |
|            |            | Agrupación Ciudadana Jesús Lara        | JESUCA     | Alianza: - Comunidad Ciudadana Autonomías - Frente Revolucionario de Izquierda (FRI) - Primero la Gente (PG)                                                                          | Villa Rivero |
|            |            | Para el Cambio                         | PARCA      | — | Tiraque |
|            |            | Ponchos Verdes "Q`omer Punchus"        | PO.VE.     | — | No participó |
|            |            | Proyecto Progresista Social            | P.P.S.     | — | Vinto |
|            |            | Somos Renovación                       | SOMOS      | Alianza: - Movimiento Demócrata Social (MDS) - Pueblo Unido (PUN; Pasorapa) | Municipios: - Arque - Cercado - Pasorapa - Punata - Quillacollo - Sacaba - Tiquipaya - Tolata - Vinto |
|            |            | Agrupación Ciudadana "Súmate"          | SÚMATE     | Alianza: - Fuerza Republicana Democrática Nacional (Súmate) - Acción Democrática Nacionalista (ADN) - Nueva Fuerza Republicana (NFR) - Renovación Total (RETO; Vinto) - Sinchi Warmis | Municipios: - Alalay - Anzaldo - Arani - Arbieto - Ayopaya - Aiquile - Capinota - Cercado - Colcapirhua - Mizque - Omereque - Pasorapa - Pocona - Punata - Quillacollo - Sacaba - San Benito - Santivañez - Sipe Sipe - Tacachi - Tarata - Tiquipaya - Toco - Tolata - Totora - Vila Vila - Villa Rivero - Villa Tunari - Vinto |
|            |            | Todos por Capinota                     | TO.CA.     | — | No participó |
|            |            | Unidad Nacional de Esperanza           | U.N.E.     | — | Municipios: - Colcapirhua - Quillacollo - Vinto |
|            |            | Unidos por Cochabamba                  | UNIDOS     | Alianza: - Frente de Unidad Nacional (UN) - Soberanía para La Paz (SOL.Lp) | Municipios: - Capinota - Colcapirhua - Mizque - Punata - Quillacollo - Sacaba - Sipe Sipe - Tiquipaya - Villa Rivero |
|            |            | Unidos Por Aiquile                     | U.N.P.A.   | — | Aiquile |
|            |            | Unidos Por Cliza                       | U.P.C.     | — | Cliza |

| Oruro | Oruro | Oruro                                                 | Oruro     |
| ----- | ----- | ----------------------------------------------------- | --------- |
|       |       | Un Sol para Oruro                                     | SOL Oruro |
|       |       | Movimiento Regional Progresista                       | M.R.P.    |
|       |       | Lucha Estratégica de Acción Local                     | L.E.A.L.  |
|       |       | Siete Ayllus Marka Challapata                         |           |
|       |       | Jacha Marka Tapacari Cóndor Apacheta                  |           |
|       |       | Alianza Por la Unidad                                 | A.P.U.    |
|       |       | Ayllus y Nacionalidades con Identidad                 | A.Y.N.I.  |
|       |       | Fuerza de Integración Campesina                       | F.I.C.    |
|       |       | Integración Ciudadana Alternativa – Frente Socialista | INCA-FS   |
|       |       | Movimiento Ciudadano San Felipe de Austria            | MCSFA     |
|       |       | Participación Popular                                 | P.P.      |
|       |       | Sartayañani Utasa Marka Askichañapataqi               | S.U.M.A.  |
|       |       | Union Qhamacha                                        | U.Q.      |

| Potosí | Potosí | Potosí                                               | Potosí    |
| ------ | ------ | ---------------------------------------------------- | --------- |
|        |        | Movimiento Cívico Popular por la Libertad y Justicia | M.C.P.L.J |
|        |        | Alianza Social                                       | A.S.      |
|        |        | Movimiento de Organización Popular                   | M.O.P.    |
|        |        | Frente de Unidad Ciudadana                           | F.U.C.    |
|        |        | Asociación con Identidad de la Nación Indígena       | A.I.N.I   |
|        |        | Alianza de Ayllus Originarios del Qullasuyo          | A.A.O.Q.  |
|        |        | Pueblo Unido                                         | P.U.      |
|        |        | Partido Socialista Revolucionario                    | P.S.R.    |

| Beni | Beni | Beni                                                                   | Beni   |
| ---- | ---- | ---------------------------------------------------------------------- | ------ |
|      |      | Haciéndolo por Trinidad                                                |        |
|      |      | AHORA! Por Un Beni Productivo                                          |        |
|      |      | Central de Pueblos Étnicos Mojeños del Beni                            |        |
|      |      | Fuerza Social Demócrata                                                | F.S.D. |
|      |      | Construyendo Futuro                                                    |        |
|      |      | Movimiento Auténtico Rurrenabaque                                      | M.A.R. |
|      |      | Nacionalidades Autónomas por el Cambio y Empoderamiento Revolucionario | NACER  |

| Pando | Pando | Pando                              | Pando    |
| ----- | ----- | ---------------------------------- | -------- |
|       |       | Pando Unido y Digno                |          |
|       |       | Futuro y Esperanza                 |          |
|       |       | Poder Amazónico Social             | P.A.S.O. |
|       |       | Movimiento Democrático Autonomista | M.C.A.   |
|       |       | Movimiento Auténtico Rurrenabaque  | M.A.R.   |
|       |       | Columna de Integración             |          |
|       |       | Pando Somos Todos                  | P.S.T.   |

| Tarija | Tarija | Tarija                                    | Tarija     |
| ------ | ------ | ----------------------------------------- | ---------- |
|        |        | Comunidad de Todos                        |            |
|        |        | Base Sostenible para Tarija               | B.A.S.T.A. |
|        |        | Agrupación Ciudadana IYAMBAE              | IYAMBAE    |
|        |        | Futuro Regional de Integración Autonómica | F.U.R.I.A. |
|        |        | Unidos por Villamontes                    | U.V.M.     |
|        |        | Agrupación Ciudadana Madre Tierra         | M.T.       |
|        |        | Tarija Para Todos                         | T.P.T.     |
|        |        | Unidos para Renovar                       | UNIR       |
|        |        | Patria Revolución y Progreso              | P.R.P.     |
|        |        | Integración Seguridad y Autonomía         | I.S.A.     |
|        |        | Camino Democrático para el Cambio         | C.D.C.     |
|        |        | Agrupación Ciudadana Mi Árbol             |            |
|        |        | Agrupación Ciudadana TODOS                | Todos      |
|        |        | Agrupación Ciudadana Primero la Gente     |            |
|        |        | Renovación Integral O´Connor Somos Rios   |            |

| Santa Cruz | Santa Cruz | Santa Cruz                                               | Santa Cruz |
| ---------- | ---------- | -------------------------------------------------------- | ---------- |
|            |            | Vallegrande para Todos                                   |            |
|            |            | Verdad y Democracia Social                               |            |
|            |            | Unión, Democracia y Oportunidad Social                   |            |
|            |            | Todos por Porongo                                        |            |
|            |            | Somos Primeros                                           |            |
|            |            | Somos Colpa Bélgica                                      |            |
|            |            | Movimiento Solidario Popular                             |            |
|            |            | Democracia Ciudadana para el Desarrollo                  |            |
|            |            | Libertad, Renovación y Solidaridad                       | LIBRES     |
|            |            | Agrupación de Propuesta Ciudadana                        | A.P.C.     |
|            |            | Alianza Chiquitana Autonomista                           | A.C.H.A.   |
|            |            | Alianza Solidaria Popular                                | A.S.I.P.   |
|            |            | Autonomía Para Bolivia                                   | A.P.B.     |
|            |            | Cambia Todo Cambia                                       | C.T.C      |
|            |            | Cambio Posible                                           | CAM.PO     |
|            |            | Fuerza y Esperanza                                       | F.E.       |
|            |            | Guarayos Hoy                                             | G.H.       |
|            |            | Integrando Pailón y sus Comunidades                      | I.P.C.     |
|            |            | Matieño de Corazón                                       | MATICO     |
|            |            | Nueva Esperanza y Democracia                             | N.E.D.     |
|            |            | Nuevo Poder Ciudadano                                    | N.P.C.'    |
|            |            | Portachuelo Avanza, Compromiso, Honestidad y Oportunidad | PACHO      |
|            |            | Paz y Progreso                                           | P.P        |
|            |            | Primero Conce                                            | P.C        |
|            |            | Santa Cruz Para Todos                                    |            |
|            |            | Seguridad, Orden y Libertad                              | S.O.L.     |
|            |            | Siglo XXI de San Juan                                    |            |
|            |            | Todos Por Robore                                         | T.P.R      |
|            |            | Un Nuevo Instrumento Revolucionario Boliviano            | UNIR.bo    |
|            |            | Voluntad Ciudadana y Equidad Social                      | VOCES      |
|            |            | Organización Indígena Chiquitana                         |            |

## Elecciones Departamentales a Gobernaciones

### Gobernación de Beni
| Candidatura (Partidos y alianzas)                         | Candidatura (Partidos y alianzas) | Candidatos                 | Candidatos                 | Resultado previo | Resultado previo | Ref.    |
| Candidatura (Partidos y alianzas)                         | Candidatura (Partidos y alianzas) | Candidatos                 | Candidatos                 | Votos (%)        | Cantidad         | Ref.    |
| --------------------------------------------------------- | --- | -------------------------- | -------------------------- | ---------------- | ---------------- | ------- |
|                                                           | Movimiento Tercer Sistema (MTS) |                            | Alejandro Unzueta          | 41.79 %          | 83 732           |         |
|                                                           | Movimiento al Socialismo (MAS) |                            | Alex Ferrier               | 22.21 %          | 44 494           |         |
|                                                           | AHORA! Por Un Beni Productivo Lista - Hagámoslo por Trinidad - Frente de Unidad Nacional (UN) |                            | Jeanine Áñez               | 13.29 %          | 26 620           |         |
|                                                           | TODOS Todos Unidos por el Beni: Lista - Movimiento Demócrata Social (MDS) - Movimiento Nacionalista Revolucionario (MNR) |                            | Fernando Aponte Larach     | 12.05 %          | 24 149           |         |
|                                                           | C Cambiemos: Lista - Creemos - Partido Demócrata Cristiano (PDC) - Unidad Cívica Solidaridad (UCS) - Comunidad Ciudadana - Frente Revolucionario de Izquierda (FRI) - Primero la Gente (PG) - Construyendo Futuro - Partido de Acción Nacional Boliviano (PAN-BOL) |                            | Ruddy Destre               | 3.30 %           | 6 616            |         |
|                                                           | NACER Nacionalidades Autónomas por el Cambio y Empoderamiento (NACER) |                            | Javier Chávez              | 3.23 %           | 6 466            |         |
|                                                           | CPEM-B Central de Pueblos Étnicos Mojeños del Beni (CPEM-B) |                            | Marco Antonio Suárez       | 2.44 %           | 4 898            |         |
|                                                           | UNEBENI Unidad y Esperanza por Beni (UNEBENI) |                            | Jesus Alberto Rivero       | 1.05 %           | 2 107            |         |
|                                                           | Frente Para la Victoria (FPV) |                            | Marcial Fabricano          | 0.64 %           | 1 280            |         |
| Votos válidos                                             | Votos válidos | Votos válidos              | Votos válidos              | 87.50 %          | 200 362          | 200 362 |
| Votos en blanco y anulados                                | Votos en blanco y anulados | Votos en blanco y anulados | Votos en blanco y anulados | 12.50 %          | 28 630           | 28 630  |
| Participación                                             | Participación | Participación              | Participación              | 100.00 %         | 228 992          | 228 992 |
| Electores registrados                                     | Electores registrados | Electores registrados      | Electores registrados      | 83.03 %          | 275 795          | 275 795 |
| Fuente: Órgano Electoral Plurinacional \| Atlas Electoral | |                            |                            |                  |                  |         |

### Gobernación de Chuquisaca
| Candidatura (Partidos y alianzas)                         | Candidatura (Partidos y alianzas)                                                                                             | Candidatos                 | Candidatos                 | Resultado 1ra vuelta | Resultado 1ra vuelta | Resultado 2da vuelta | Resultado 2da vuelta | Ref.    |
| Candidatura (Partidos y alianzas)                         | Candidatura (Partidos y alianzas)                                                                                             | Candidatos                 | Candidatos                 | Votos (%)            | Cantidad             | Votos (%)            | Cantidad             | Ref.    |
| --------------------------------------------------------- | --- | -------------------------- | -------------------------- | -------------------- | -------------------- | -------------------- | -------------------- | ------- |
|                                                           | Chuquisaca Somos Todos (CST)                                                                                                  |                            | Damián Condori             | 45.62 %              | 123 885              | 57.32 %              | 159 519              |         |
|                                                           | Movimiento al Socialismo (MAS)                                                                                                |                            | Juan Carlos León           | 39.12 %              | 106 250              | 42.68 %              | 118 765              |         |
|                                                           | BST-C Bolivia Somos Todos-Chuquisaca                                                                                          |                            | Alvaro Barañado            | 5.08 %               | 13 793               |                      |                      |         |
|                                                           | UNIDOS Unidos por el Nuevo Chuquisaca: Lista - Movimiento Demócrata Social (MDS)                                              |                            | Moisés Torres Chivé        | 4.75 %               | 12 906               |                      |                      |         |
|                                                           | Comunidad Ciudadana - Autonomías para Bolivia (C-A): Lista - Frente Revolucionario de Izquierda (FRI) - Primero la Gente (PG) |                            | Rodolfo Payllo             | 4.71 %               | 12 779               |                      |                      |         |
|                                                           | Movimiento Nacionalista Revolucionario (MNR)                                                                                  |                            | Faustino Vera              | 0.72 %               | 1 958                |                      |                      |         |
| Votos válidos                                             | Votos válidos | Votos válidos              | Votos válidos              | 86.02 %              | 271 571              | 94.30 %              | 278 284              | 278 284 |
| Votos en blanco y anulados                                | Votos en blanco y anulados | Votos en blanco y anulados | Votos en blanco y anulados | 13.98 %              | 44 122               | 5.70 %               | 16 817               | 16 817  |
| Participación                                             | Participación | Participación              | Participación              | 100.00 %             | 315 693              | 100.00 %             | 295 101              | 295 101 |
| Electores registrados                                     | Electores registrados | Electores registrados      | Electores registrados      | 84.44 %              | 373 847              | 78.99 %              | 373 588              | 373 588 |
| Fuente: Órgano Electoral Plurinacional \| Atlas Electoral | |                            |                            |                      |                      |                      |                      |         |

### Gobernación de Cochabamba
| Candidatura (Partidos y alianzas)                         | Candidatura (Partidos y alianzas) | Candidatos                 | Candidatos                 | Resultado previo | Resultado previo | Ref.      |
| Candidatura (Partidos y alianzas)                         | Candidatura (Partidos y alianzas) | Candidatos                 | Candidatos                 | Votos (%)        | Cantidad         | Ref.      |
| --------------------------------------------------------- | --- | -------------------------- | -------------------------- | ---------------- | ---------------- | --------- |
|                                                           | Movimiento al Socialismo (MAS) |                            | Humberto Sánchez           | 57.44 %          | 609 973          |           |
|                                                           | Súmate Lista - Fuerza Republicana Democrática Nacional (Súmate) - Acción Democrática Nacionalista (ADN) - Nueva Fuerza Republicana (NFR) - Renovación Total (RETO; Vinto) - Sinchi Warmis |                            | Henry Paredes              | 25.17 %          | 267 308          |           |
|                                                           | Movimiento Tercer Sistema (MTS) |                            | José Carlos Sánchez        | 7.42 %           | 78 805           |           |
|                                                           | Unidos por Cochabamba Lista - Frente de Unidad Nacional (UN) - Soberanía para La Paz (SOL.Lp)                                                                                             |                            | Juan Flores                | 4.33 %           | 46 030           |           |
|                                                           | Comunidad Ciudadana - Autonomías para Bolivia (C-A): Lista - Frente Revolucionario de Izquierda (FRI) - Primero la Gente (PG)                                                             |                            | José Luis Flores           | 2.06 %           | 21 875           |           |
|                                                           | SOMOS Somos Renovación: Lista - Movimiento Demócrata Social (MDS) - Pueblo Unido (PUN; Pasorapa)                                                                                          |                            | Faustino Challapa          | 1.46 %           | 15 504           |           |
|                                                           | MOP-Ayllus Lista - Partido Demócrata Cristiano (PDC) - Movimiento de Organización Popular (MOP; Potosí)                                                                                   |                            | Limber Morejón             | 0.78 %           | 8 327            |           |
|                                                           | Partido de Acción Nacional Boliviano (PAN-BOL) |                            | William Zapata             | 0.71 %           | 7 494            |           |
|                                                           | Frente Para la Victoria (FPV) |                            | Reynaldo Becerra           | 0.63 %           | 6 665            |           |
| Votos válidos                                             | Votos válidos | Votos válidos              | Votos válidos              | 91.14 %          | 1 061 981        | 1 061 981 |
| Votos en blanco y anulados                                | Votos en blanco y anulados | Votos en blanco y anulados | Votos en blanco y anulados | 8.86 %           | 103 245          | 103 245   |
| Participación                                             | Participación | Participación              | Participación              | 100.00 %         | 1 061 981        | 1 061 981 |
| Electores registrados                                     | Electores registrados | Electores registrados      | Electores registrados      | 86.13 %          | 1 352 936        | 1 352 936 |
| Fuente: Órgano Electoral Plurinacional \| Atlas Electoral | |                            |                            |                  |                  |           |

### Gobernación de La Paz
| Candidatura (Partidos y alianzas)                          | Candidatura (Partidos y alianzas)                                                                                               | Candidatos                 | Candidatos                 | Resultado 1ra vuelta | Resultado 1ra vuelta | Resultado 2da vuelta | Resultado 2da vuelta | Ref.      |
| Candidatura (Partidos y alianzas)                          | Candidatura (Partidos y alianzas)                                                                                               | Candidatos                 | Candidatos                 | Votos (%)            | Cantidad             | Votos (%)            | Cantidad             | Ref.      |
| ---------------------------------------------------------- | --- | -------------------------- | -------------------------- | -------------------- | -------------------- | -------------------- | -------------------- | --------- |
|                                                            | Juntos Al Llamado de los Pueblos Lista - Adelante Pueblo Unido (APU)                                                            | {{{descripción}}}          | Santos Quispe              | 25.18 %              | 392 132              | 55.23 %              | 831 816              |           |
|                                                            | Movimiento al Socialismo |                            | Franklin Flores            | 39.70 %              | 618 221              | 44.77 %              | 674 220              |           |
|                                                            | Por el Bien Común - Somos Pueblo (PBCSP) Lista - Nuevo Orden Social (NOS) - Movimiento Demócrata Social (MDS)                   |                            | Rafael Quispe              | 22.44 %              | 349 384              |                      |                      |           |
|                                                            | Movimiento Tercer Sistema |                            | Félix Patzi                | 4.36 %               | 67 948               |                      |                      |           |
|                                                            | Frente Para la Victoria |                            | Franclin Gutiérrez         | 1.51 %               | 23 519               |                      |                      |           |
|                                                            | Soberania y Libertad para Bolivia                                                                                               |                            | Beatriz Álvarez            | 1.45 %               | 22 625               |                      |                      |           |
|                                                            | Unidad Nacional |                            | Claudia Bravo Terrazas     | 1.37 %               | 21 331               |                      |                      |           |
|                                                            | Venceremos |                            | Juan Choque                | 1.05 %               | 16 314               |                      |                      |           |
|                                                            | Partido Demócrata Cristiano (PDC)                                                                                               |                            | Rufo Calle                 | 0.71%                | 11 033               |                      |                      |           |
|                                                            | C-A Comunidad Ciudadana - Autonomías para Bolivia Lista - Frente Revolucionario de Izquierda (FRI) - Primero la Gente (PG)      |                            | Samuel Sea Ilimuri (+)     | 0.55 %               | 8 578                |                      |                      |           |
|                                                            | C-A Comunidad Ciudadana - Autonomías para Bolivia Lista - Frente Revolucionario de Izquierda (FRI) - Primero la Gente (PG)      | Mateo Laura                |                            | 0.55 %               | 8 578                |                      |                      |           |
|                                                            | ASP Alianza Social Patriótica                                                                                                   |                            | Julio Tito                 | 0.51 %               | 7 944                |                      |                      |           |
|                                                            | Partido de Acción Nacional Boliviano                                                                                            |                            | Orlando Quispe             | 0.44 %               | 6 886                |                      |                      |           |
|                                                            | MPS Movimiento por la Soberanía                                                                                                 |                            | Federico Zelada            | 0.40 %               | 6 269                |                      |                      |           |
|                                                            | UNIDOS Por Mi La Paz, Unidos Invencibles Lista - Movimiento Nacionalista Revolucionario (MNR) - Libertad y Democracia (Libre21) |                            | Nicolás Quenta             | 0.32 %               | 5 025                |                      |                      |           |
| Votos válidos                                              | Votos válidos | Votos válidos              | Votos válidos              | 90.35 %              | 1.557.209            | 92.90 %              | 1.506.036            | 1.506.036 |
| Votos en blanco y anulados                                 | Votos en blanco y anulados | Votos en blanco y anulados | Votos en blanco y anulados | 9.65 %               | 166.386              | 7.10 %               | 115.092              | 115.092   |
| Participación                                              | Participación | Participación              | Participación              | 100.00 %             | 1.723.595            | 100.00 %             | 1.621.128            | 1.621.128 |
| Electores registrados                                      | Electores registrados | Electores registrados      | Electores registrados      | 88.37 %              | 1.950.428            | 83.23 %              | 1.947.828            | 1.947.828 |
| Fuente: Órgano Electoral Plurinacional \| Atlas Electoral: | |                            |                            |                      |                      |                      |                      |           |

### Gobernación de Oruro
| Candidatura (Partidos y alianzas)                         | Candidatura (Partidos y alianzas)                                                                                           | Candidatos                 | Candidatos                 | Resultado previo | Resultado previo | Ref.    |
| Candidatura (Partidos y alianzas)                         | Candidatura (Partidos y alianzas)                                                                                           | Candidatos                 | Candidatos                 | Votos (%)        | Cantidad         | Ref.    |
| --------------------------------------------------------- | --- | -------------------------- | -------------------------- | ---------------- | ---------------- | ------- |
|                                                           | Movimiento al Socialismo |                            | Johnny Franklin Vedia      | 46.31 %          | 119 683          |         |
|                                                           | BST Bolivia Somos Todos Lista - Movimiento Demócrata Social (MDS) - Bolivia Somos Todos (BST) - Agrupación Ciudadana "Ayni" |                            | Edgar Sánchez              | 15.59 %          | 40 289           |         |
|                                                           | Sol Oruro Un Sol Para Oruro Lista - Frente de Unidad Nacional (UN) - Sol Oruro (SOL)                                        |                            | Paola Pinaya               | 15.37 %          | 39 714           |         |
|                                                           | PP Participación Popular |                            | Ever Moya                  | 8.11 %           | 20 964           |         |
|                                                           | Movimiento Tercer Sistema                                                                                                   |                            | Isar Milton Cáceres        | 3.54 %           | 6 679            |         |
|                                                           | C-A Comunidad Ciudadana - Autonomías para Bolivia: Lista - Frente Revolucionario de Izquierda (FRI) - Primero la Gente (PG) |                            | Jhonny Rocha Ayala         | 2.58 %           | 6 679            |         |
|                                                           | UNICO Unidad en Comunidad para Oruro                                                                                        |                            | Zenobio Calizaya           | 2.45 %           | 6 636            |         |
|                                                           | Partido de Acción Nacional Boliviano                                                                                        |                            | Lidia Lino                 | 1.94 %           | 5 026            |         |
|                                                           | Frente Para la Victoria |                            | Marcelo Pérez              | 1.40 %           | 3 608            |         |
|                                                           | Unidad Cívica Solidaridad                                                                                                   |                            | Bryan Oliver Nigoevic      | 1.38 %           | 3 562            |         |
|                                                           | Partido Demócrata Cristiano (PDC)                                                                                           |                            | Edson Marcelo Urtado       | 1.33 %           | 3 425            |         |
| Votos válidos                                             | Votos válidos | Votos válidos              | Votos válidos              | 86.33 %          | 258 436          | 258 436 |
| Votos en blanco y anulados                                | Votos en blanco y anulados                                                                                                  | Votos en blanco y anulados | Votos en blanco y anulados | 13.67 %          | 40 924           | 40 924  |
| Participación                                             | Participación | Participación              | Participación              | 100.00 %         | 299 360          | 299 360 |
| Electores registrados                                     | Electores registrados | Electores registrados      | Electores registrados      | 87.04 %          | 343 935          | 343 935 |
| Fuente: Órgano Electoral Plurinacional \| Atlas Electoral | |                            |                            |                  |                  |         |

### Gobernación de Pando
| Candidatura (Partidos y alianzas)                         | Candidatura (Partidos y alianzas) | Candidatos                 | Candidatos                 | Resultado 1ra vuelta | Resultado 1ra vuelta | Resultado 2da vuelta | Resultado 2da vuelta | Ref.   |
| Candidatura (Partidos y alianzas)                         | Candidatura (Partidos y alianzas) | Candidatos                 | Candidatos                 | Votos (%)            | Cantidad             | Votos (%)            | Cantidad             | Ref.   |
| --------------------------------------------------------- | --- | -------------------------- | -------------------------- | -------------------- | -------------------- | -------------------- | -------------------- | ------ |
|                                                           | Movimiento Tercer Sistema |                            | Regis Germán Richter       | 39.07 %              | 21 069               | 54.69 %              | 28 856               |        |
|                                                           | Movimiento al Socialismo |                            | Miguel Becerra             | 41.08 %              | 22 155               | 45.31 %              | 23 911               |        |
|                                                           | CID Comunidad Integración Democrática Lista - Comunidad Ciudadana - Frente Revolucionario de Izquierda (FRI) - Primero la Gente (PG) - Creemos - Unidad Cívica Solidaridad (UCS) - Partido Demócrata Cristiano (PDC) - Frente de Unidad Nacional (UN) - Movimiento Demócrata Social (MDS) - Columna de Integración (CI) |                            | Carmen Eva Gonzales        | 13.05 %              | 7 038                |                      |                      |        |
|                                                           | PASO Poder Amazónico Social |                            | Edgar Polanco              | 3.76 %               | 2 025                |                      |                      |        |
|                                                           | VIDA Visión Democrática Amazonica |                            | Eliana Rina Acosta         | 1.84 %               | 994                  |                      |                      |        |
|                                                           | PST Pando Somos Todos |                            | Benito Mamani Ojeda        | 1.20 %               | 647                  |                      |                      |        |
| Votos válidos                                             | Votos válidos | Votos válidos              | Votos válidos              | 90.71 %              | 53 928               | 95.60 %              | 52 767               | 52 767 |
| Votos en blanco y anulados                                | Votos en blanco y anulados | Votos en blanco y anulados | Votos en blanco y anulados | 9.29 %               | 5 522                | 4.40 %               | 2 431                | 2 431  |
| Participación                                             | Participación | Participación              | Participación              | 100.00 %             | 59 450               | 100.00 %             | 55 198               | 55 198 |
| Electores registrados                                     | Electores registrados | Electores registrados      | Electores registrados      | 81.19 %              | 73 221               | 75.58 %              | 73 029               | 73 029 |
| Fuente: Órgano Electoral Plurinacional \| Atlas Electoral | |                            |                            |                      |                      |                      |                      |        |

### Gobernación de Potosí
| Candidatura (Partidos y alianzas)                         | Candidatura (Partidos y alianzas)                                                                                           | Candidatos                 | Candidatos                 | Resultado previo | Resultado previo | Ref.    |
| Candidatura (Partidos y alianzas)                         | Candidatura (Partidos y alianzas)                                                                                           | Candidatos                 | Candidatos                 | Votos (%)        | Cantidad         | Ref.    |
| --------------------------------------------------------- | --- | -------------------------- | -------------------------- | ---------------- | ---------------- | ------- |
|                                                           | Movimiento al Socialismo |                            | Jhonny Mamani              | 44.05 %          | 140 275          |         |
|                                                           | Partido de Acción Nacional Boliviano Ver listaApoyo: - Acción Democrática Nacionalista (ADN)                                |                            | Marco Antonio Pumari       | 22.29 %          | 70 981           |         |
|                                                           | ASP Alianza Social Patriótica                                                                                               |                            | Ediberto Chambi            | 16.01 %          | 50 987           |         |
|                                                           | MOP Movimiento de Organización Popular                                                                                      |                            | Edwin Rodríguez            | 6.47 %           | 20 602           |         |
|                                                           | Puka Sunku |                            | Félix Santos               | 3.87 %           | 12 324           |         |
|                                                           | Demócratas |                            | Walter Galván              | 2.64 %           | 8 396            |         |
|                                                           | C-A Comunidad Ciudadana - Autonomías para Bolivia: Lista - Frente Revolucionario de Izquierda (FRI) - Primero la Gente (PG) |                            | Miguel Garnica             | 2.20 %           | 6 994            |         |
|                                                           | Movimiento Tercer Sistema                                                                                                   |                            | Félix Vásquez              | 1.96 %           | 6 247            |         |
|                                                           | Frente Para la Victoria (FPV)                                                                                               |                            | Freddy Rioja               | 0.52 %           | 1 662            |         |
|                                                           | Acción Democrática Nacionalista                                                                                             |                            | Miltón Navarro             | 0 %              | 0                |         |
| Votos válidos                                             | Votos válidos | Votos válidos              | Votos válidos              | 81.88 %          | 318 468          | 318 468 |
| Votos en blanco y anulados                                | Votos en blanco y anulados                                                                                                  | Votos en blanco y anulados | Votos en blanco y anulados | 18.12 %          | 70 482           | 70 482  |
| Participación                                             | Participación | Participación              | Participación              | 100.00 %         | 388 950          | 388 950 |
| Electores registrados                                     | Electores registrados | Electores registrados      | Electores registrados      | 83.60 %          | 465 267          | 465 267 |
| Fuente: Órgano Electoral Plurinacional \| Atlas Electoral | |                            |                            |                  |                  |         |

### Gobernación de Santa Cruz
| Candidatura (partidos, agrupaciones y alianzas)           | Candidatura (partidos, agrupaciones y alianzas) | Candidatos                 | Candidatos                 | Resultado previo | Resultado previo | Ref.      |
| Candidatura (partidos, agrupaciones y alianzas)           | Candidatura (partidos, agrupaciones y alianzas) | Candidatos                 | Candidatos                 | Votos (%)        | Cantidad         | Ref.      |
| --------------------------------------------------------- | --- | -------------------------- | -------------------------- | ---------------- | ---------------- | --------- |
|                                                           | Creemos Lista - Unidad Cívica Solidaridad (UCS) Apoyo: - Autonomía para Bolivia (APB) - Comunidad Ciudadana (CC) - Frente Revolucionario de Izquierda (FRI) - Primero la Gente (PG) - Movimiento Demócrata Social (MDS) - Nuevo Poder Ciudadano (NPC) - Partido de Acción Nacional Boliviano (PAN-BOL) - Partido Demócrata Cristiano (PDC) - Santa Cruz para Todos (SPT) | {{{descripción}}}          | Luis Fernando Camacho      | 55,64 %          | 860 023          | [ 18 ]    |
|                                                           | Movimiento al Socialismo |                            | Mario Cronenbold           | 38,17 %          | 589 978          |           |
|                                                           | Unidad, Democracia y Oportunidad Social |                            | Germain Caballero          | 3,26 %           | 50 315           |           |
|                                                           | SOL Seguridad, Orden y Libertad |                            | Luis Felipe Dorado         | 1,35 %           | 20 850           |           |
|                                                           | Alianza Solidaria Popular |                            | Chi Hyun Chung             | 1,13 %           | 17 530           |           |
|                                                           | Movimiento Nacionalista Revolucionario |                            | Braulio Espinoza           | 0,45 %           | 6 962            |           |
|                                                           | Frente Para la Victoria (FPV) |                            | Roger Becerra (retirado)   | 0 %              | 0                |           |
| Víctor Ferrada                                            | Frente Para la Victoria (FPV) |                            |                            | 0 %              | 0                |           |
| Votos válidos                                             | Votos válidos | Votos válidos              | Votos válidos              | 94.17 %          | 1 545 658        | 1 545 658 |
| Votos en blanco y anulados                                | Votos en blanco y anulados | Votos en blanco y anulados | Votos en blanco y anulados | 5.83 %           | 95 644           | 95 644    |
| Participación                                             | Participación | Participación              | Participación              | 100.00 %         | 1 641 302        | 1 641 302 |
| Electores registrados                                     | Electores registrados | Electores registrados      | Electores registrados      | 85.72 %          | 1 914 621        | 1 914 621 |
| Fuente: Órgano Electoral Plurinacional \| Atlas Electoral | |                            |                            |                  |                  |           |

### Gobernación de Tarija
| Candidatura (partidos, agrupaciones y alianzas)           | Candidatura (partidos, agrupaciones y alianzas) | Candidatos                 | Candidatos                 | Resultado 1° vuelta | Resultado 1° vuelta | Resultado 2° vuelta | Resultado 2° vuelta | Ref.    |
| Candidatura (partidos, agrupaciones y alianzas)           | Candidatura (partidos, agrupaciones y alianzas) | Candidatos                 | Candidatos                 | Votos (%)           | Cantidad            | Votos (%)           | Cantidad            | Ref.    |
| --------------------------------------------------------- | --- | -------------------------- | -------------------------- | ------------------- | ------------------- | ------------------- | ------------------- | ------- |
|                                                           | UNIDOS Ver lista - Unidos para Renovar (UNIR) - Unidad Nacional (UN) - Movimiento Nacionalista Revolucionario (MNR) - Camino Democrático para el Cambio (CDC) - Patria, Renovación y Progreso (PRP) - Frente Revolucionario de Izquierda (FRI) (facciones) - Comunidad de Todos (CT) (segunda vuelta) | {{{descripción}}}          | Oscar Montes Barzón        | 38.05 %             | 111 033             | 54.44 %             | 159 754             |         |
|                                                           | Movimiento al Socialismo |                            | Álvaro Ruíz                | 38.17 %             | 111 391             | 45.56 %             | 133 319             |         |
|                                                           | Comunidad de Todos (CT) Ver lista - Todos - Comunidad Ciudadana (CC) - Frente Revolucionario de Izquierda (FRI) - Soberanía y Libertad (Sol.Bo) - Primero la Gente (PG) | {{{descripción}}}          | Adrián Oliva Alcázar       | 18.05 %             | 52 684              |                     |                     |         |
|                                                           | Integración, Seguridad y Autonomía |                            | Mirtha Arce                | 2.27 %              | 6 636               |                     |                     |         |
|                                                           | Movimiento Tercer Sistema |                            | Luis Alfaro                | 1.93 %              | 5 637               |                     |                     |         |
|                                                           | TPT Tarija Para Todos |                            | Alfredo Colque             | 0.95 %              | 2 780               |                     |                     |         |
|                                                           | Frente Para la Victoria |                            | Wilfredo Barrios           | 0.57 %              | 1 654               |                     |                     |         |
| Votos válidos                                             | Votos válidos | Votos válidos              | Votos válidos              | 91.54 %             | 291 815             | 95.23 %             | 293 473             | 293 473 |
| Votos en blanco y anulados                                | Votos en blanco y anulados | Votos en blanco y anulados | Votos en blanco y anulados | 8.46 %              | 26 985              | 4.77 %              | 14 693              | 14 693  |
| Participación                                             | Participación | Participación              | Participación              | 100.00 %            | 318 800             | 100.00 %            | 308 166             | 308 166 |
| Electores registrados                                     | Electores registrados | Electores registrados      | Electores registrados      | 83.67 %             | 381 025             | 81.01 %             | 380 395             | 380 395 |
| Fuente: Órgano Electoral Plurinacional \| Atlas Electoral | |                            |                            |                     |                     |                     |                     |         |